# Чемпионат мира по бобслею и скелетону 1999
51-й чемпионат мира по бобслею и скелетону прошёл с 8 по 20 февраля в 1999 году в городах Кортина-д’Ампеццо (Италия, бобслей) и Альтенберг (Германия, скелетон).

## Бобслей

### Соревнование двоек
| Место | Спортсмены                                | Страна   |
| ----- | ----------------------------------------- | -------- |
|       | Гюнтер Хубер, Энрико Коста, Убальдо Ранци | Италия   |
|       | Кристоф Ланген, Маркус Циммерман          | Германия |
|       | Брюно Минжон, Эммануэль Осташ             | Франция  |

Ранци заменил травмированного Косту после первой попытки.

### Соревнование четвёрок
| Место | Спортсмены                                                      | Страна    |
| ----- | --------------------------------------------------------------- | --------- |
|       | Брюно Минжон, Эммануэль Осташ, Эрик Ле Шанони, Макс Робер       | Франция   |
|       | Марсель Рёнер, Маркус Нюссли, Беат Хефти, Сильвио Шауфельбергер | Швейцария |
|       | Пьер Людерс, Кен Лебланк, Бен Хиндл, Мэтт Хиндл                 | Канада    |

## Скелетон

### Соревнования у мужчин
| Место | Спортсмен     | Страна   | 1 попытка | 2 попытка | 3 попытка | 4 попытка | Итоговый результат |
| ----- | ------------- | -------- | --------- | --------- | --------- | --------- | ------------------ |
|       | Джимми Ши     | США      | 59.91     | 61.33     | 59.19     | 59.79     | 4:00.22            |
|       | Анди Бёхме    | Германия | 60.05     | 61.77     | 58.88     | 60.09     | 4:00.79            |
|       | Вилли Шнайдер | Германия | 60.57     | 61.87     | 59.12     | 59.61     | 4:01.17            |

## Медальный зачёт
| Место | Страна    | Золото | Серебро | Бронза | Всего |
| ----- | --------- | ------ | ------- | ------ | ----- |
| 1     | Германия  | 0      | 2       | 1      | 3     |
| 2     | Франция   | 1      | 0       | 1      | 2     |
| 3     | Италия    | 1      | 0       | 0      | 1     |
| 4     | США       | 1      | 0       | 0      | 1     |
| 5     | Швейцария | 0      | 1       | 0      | 1     |
| 6     | Канада    | 0      | 0       | 1      | 1     |